# Oskar Barnack
Oskar Barnack (ur. 1 listopada 1879 r. w Lynow w Brandenburgii, zm. 16 stycznia 1936 r. w Bad Nauheim w Hesji) – niemiecki konstruktor aparatów fotograficznych. Zbudował pierwszy model aparatu tzw. małoobrazkowego - Leica.

## Nagroda im. Oskara Barnacka
W 1979 roku, z okazji setnej rocznicy urodzin Barnacka, firma Leica przyznała nagrodę imienia Oskara Barnacka. Zwycięzca otrzymał 5000€. Od tamtej pory międzynarodowe jury nagradza najlepszych profesjonalnych fotografów z całego świata.

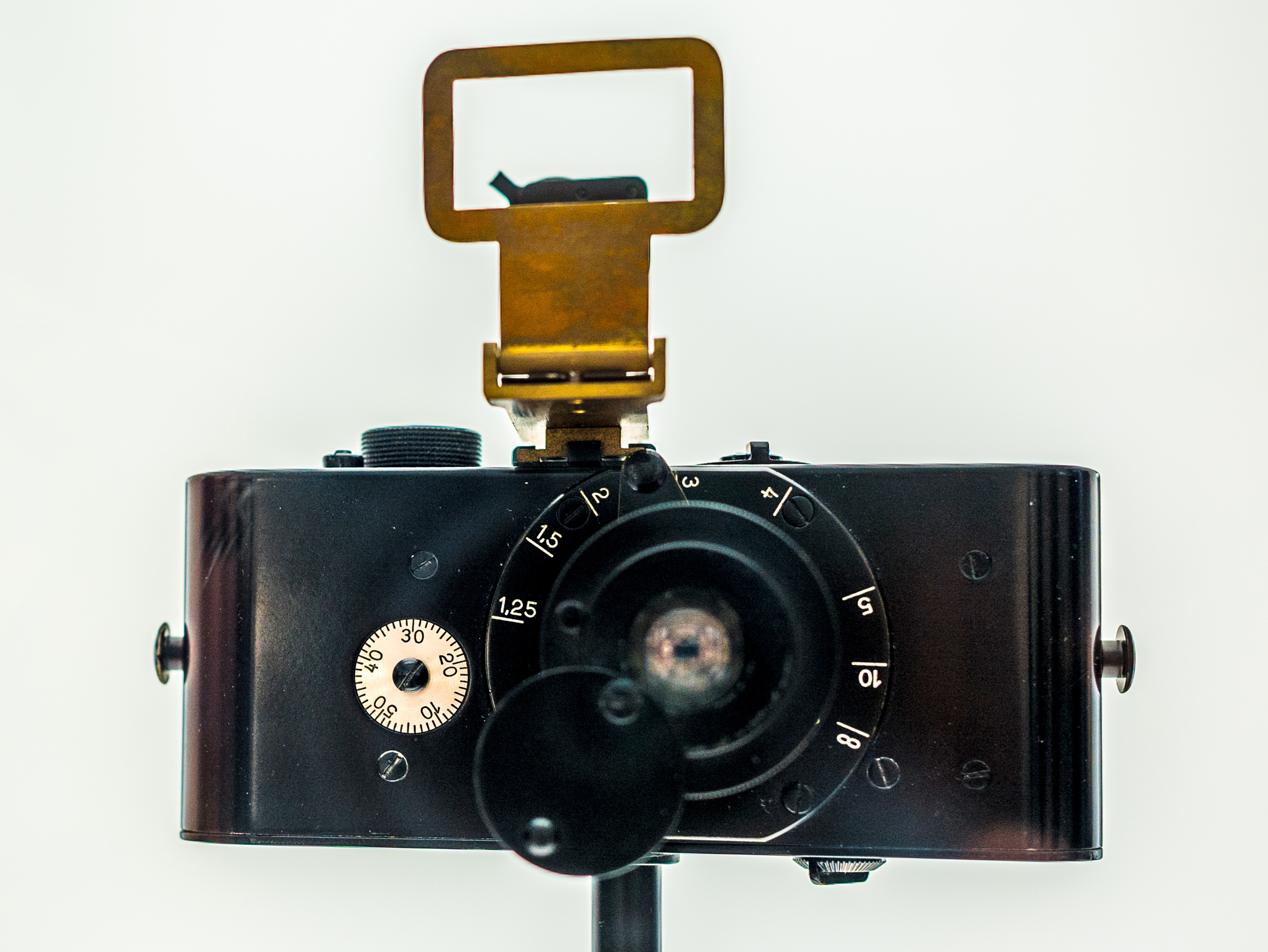
Replika pierwszego aparatu mało obrazkowego Ur-Leica. Replika znajduje się w siedzibie firmy w Wetzlar.
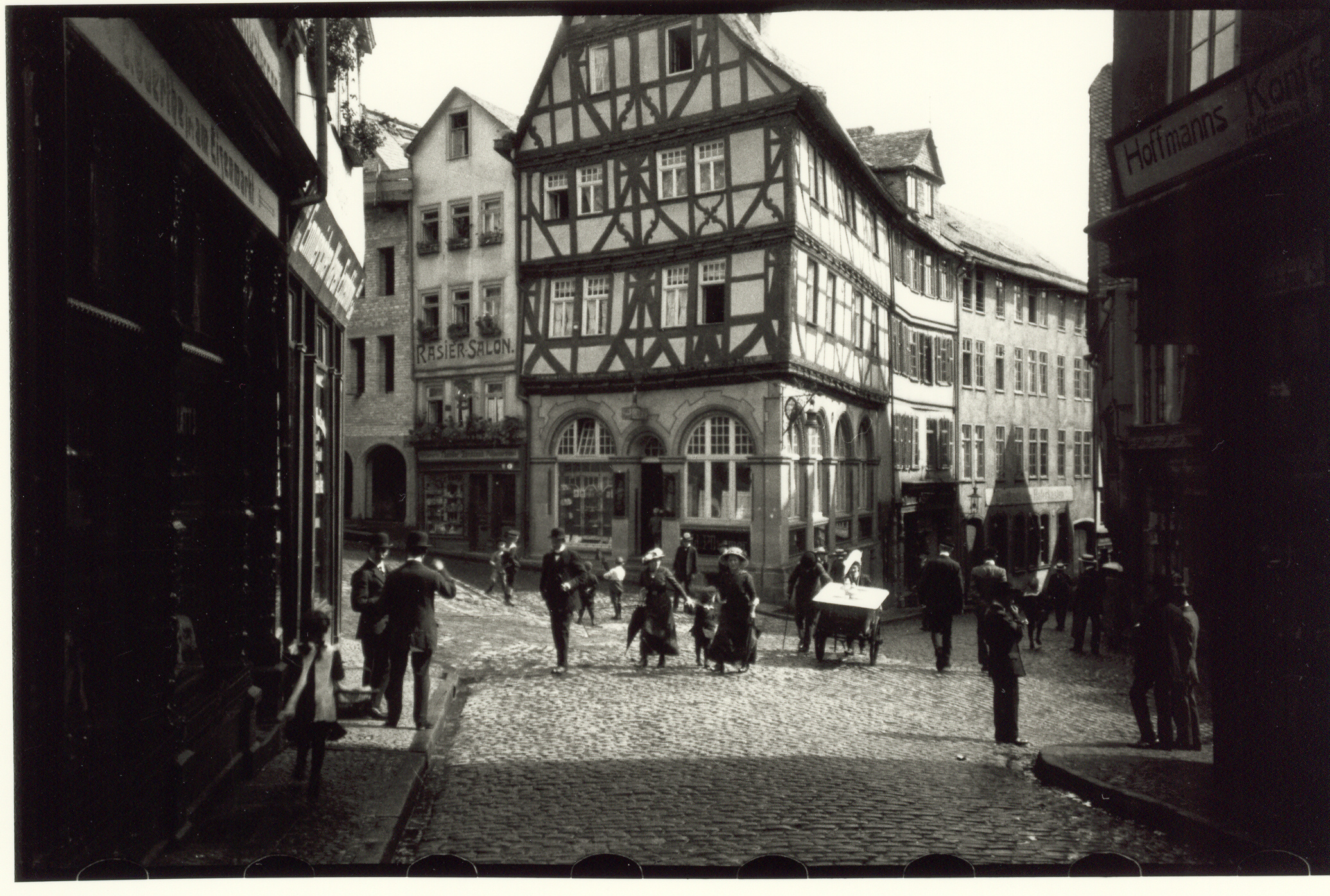
Pierwsze zdjęcie wykonane przez Barnacka aparatem Ur-Leica.
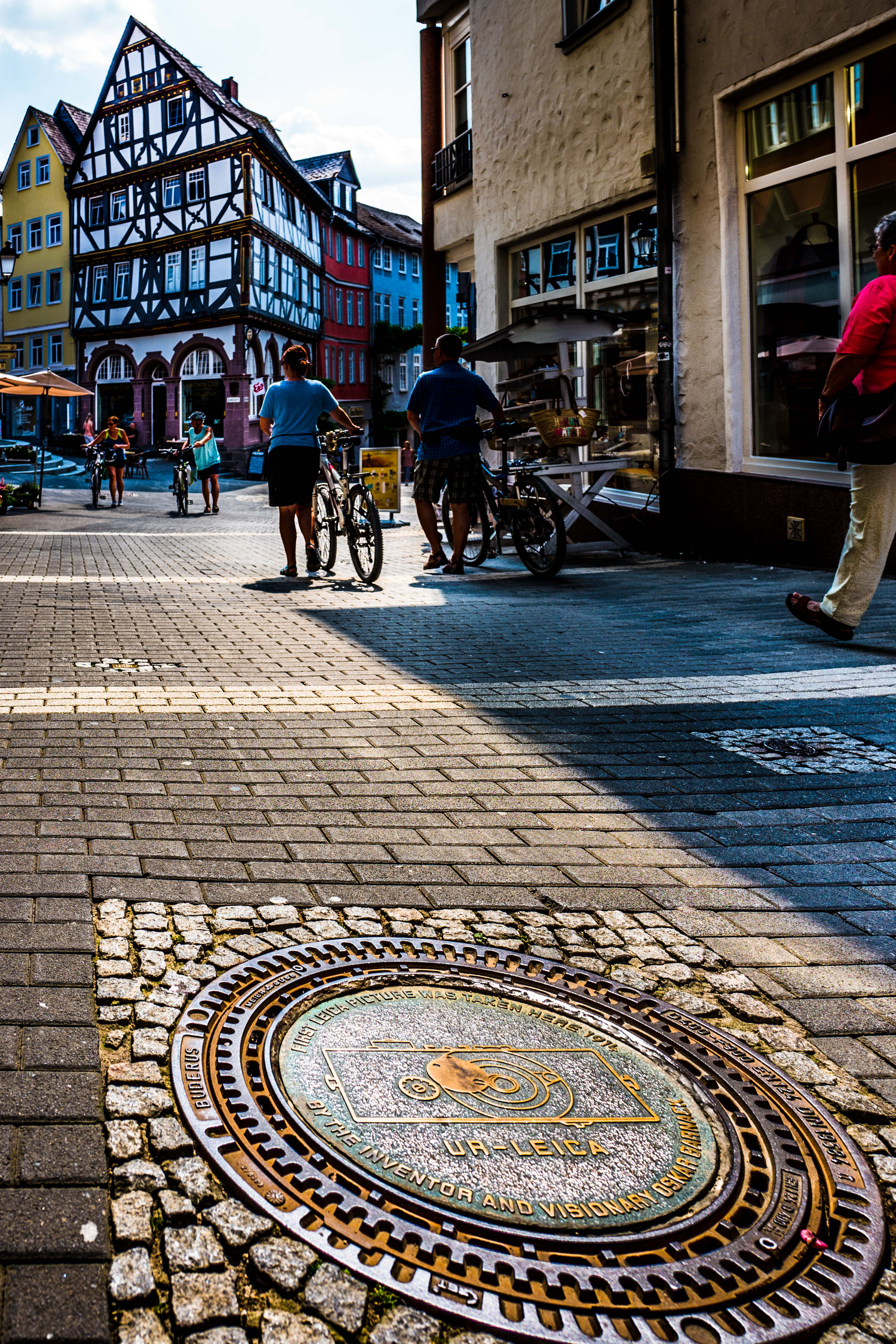
Pamiątkowa płyta w Wetzlar, w miejscu z którego zostało zrobione pierwsze zdjęcie.